# Копачены
Копачены (рум. Copăceni, Копэчень) — село в Сынжерейском районе Молдавии. Является административным центром коммуны Копачены, включающей также сёла Антоновка, Евгеньевка, Гавриловка, Петровка и Владимировка.

## География
Село расположено на высоте 78 метров над уровнем моря.

## Население
По данным переписи населения 2004 года, в селе Копэчень проживает 2461 человек (1223 мужчины, 1238 женщин).
Этнический состав села:
| Национальность | Число жителей | Процентный состав |
| -------------- | ------------- | ----------------- |
| молдаване      | 2401          | 97.56             |
| украинцы       | 30            | 1.22              |
| русские        | 14            | 0.57              |
| румыны         | 14            | 0.57              |
| болгары        | 1             | 0.04              |
| прочие         | 1             | 0.04              |
| Всего          | 2461          | 100%              |

## Известные уроженцы
- Дука, Георгий Григорьевич (род. 1952) — молдавский химик, президент Академии наук Республики Молдова (с 5 февраля 2004 года).
- Пэунеску, Адриан (1943—2010) — румынский поэт, публицист и политический деятель.